# 巴尔瓦斯特罗
巴尔瓦斯特罗（西班牙語：Barbastro，西班牙語發音：[baɾˈβastɾo]，又譯為巴巴斯特羅）是西班牙阿拉贡自治区韦斯卡省的一个市镇。总面积108平方公里，总人口15053人（2001年），人口密度139人/平方公里。
在西班牙內戰爆發不久的1936年8月，有51位聖母聖心愛子會會士在此城被人民陣線拘捕，最後殉道而死。